# Big 12 Conference 2017 (pallavolo)
La Big 12 Conference 2017 si è svolta dal 20 settembre al 25 novembre 2017: al torneo hanno partecipato 9 squadre universitarie statunitensi e la vittoria finale è andata per la decima volta alla Texas.

## Regolamento
È prevista una stagione regolare che vede le nove formazioni impegnate disputare un totale di sedici incontri ciascuna; parallelamente vengono disputati anche degli incontri extra-conference contro formazioni appartenenti ad altre conference o non affiliate ad alcuna di esse, dando vita a due classifiche separate una relativa alla Big 12 Conference ed una totale.
- La squadra vincitrice della Big 12 Conference si qualifica automaticamente al torneo NCAA, occupando uno dei 32 posti che spettano di diritto alle squadre vincitrici delle rispettive conference;
- Le altre squadre concorrono alla qualificazione al torneo NCAA attraverso la classifica totale, che assegna i restanti 32 posti alle migliori squadre, sulla base del rapporto tra vittorie e sconfitte, che non abbiano ottenuto la qualificazione automatica.

## Squadre partecipanti
| Club            | Nickname     | Stagione | Città      | Impianto                        | Stagione precedente                                            |
| --------------- | ------------ | -------- | ---------- | ------------------------------- | -------------------------------------------------------------- |
| Baylor          | Bears        | Dettagli | Waco       | Ferrell Center                  | 4ª in Big 12 Conference; Secondo turno in NCAA Division I      |
| Iowa State      | Cyclones     | Dettagli | Ames       | Hilton Coliseum                 | 3ª in Big 12 Conference; Primo turno in NCAA Division I        |
| Kansas          | Jayhawks     | Dettagli | Lawrence   | Horejsi Family Athletics Center | Vincitrice Big 12 Conference; Secondo turno in NCAA Division I |
| Kansas State    | Wildcats     | Dettagli | Manhattan  | Ahearn Field House              | 4ª in Big 12 Conference; Secondo turno in NCAA Division I      |
| Oklahoma        | Sooners      | Dettagli | Norman     | McCasland Field House           | 7ª in Big 12 Conference                                        |
| Texas           | Longhorns    | Dettagli | Austin     | Gregory Gymnasium               | 2ª in Big 12 Conference; Finale in NCAA Division I             |
| Texas Christian | Horned Frogs | Dettagli | Lubbock    | University Recreation Center    | 6ª in Big 12 Conference; Secondo turno in NCAA Division I      |
| Texas Tech      | Red Raiders  | Dettagli | Fort Worth | United Supermarkets Arena       | 9ª in Big 12 Conference                                        |
| West Virginia   | Mountaineers | Dettagli | Morgantown | WVU Coliseum                    | 8ª in Big 12 Conference                                        |

## Torneo

### Regular season

#### Classifica
| Pos. | Squadra         | Conference | Conference | Conference | Conference | Overall | Overall | Overall | Overall |
| Pos. | Squadra         | Pt         | G          | V          | P          | Pt      | G       | V       | P       |
| ---- | --------------- | ---------- | ---------- | ---------- | ---------- | ------- | ------- | ------- | ------- |
| 1.   | Texas           | 1.000      | 16         | 16         | 0          | .900    | 30      | 27      | 3       |
| 2.   | Baylor          | .813       | 16         | 13         | 3          | .774    | 31      | 24      | 7       |
| 3.   | Iowa State      | .688       | 16         | 11         | 5          | .759    | 29      | 22      | 7       |
| 3.   | Kansas          | .688       | 16         | 11         | 5          | .733    | 30      | 22      | 8       |
| 5.   | West Virginia   | .375       | 16         | 6          | 10         | .618    | 34      | 21      | 13      |
| 6.   | Texas Tech      | .250       | 16         | 4          | 12         | .559    | 34      | 19      | 15      |
| 6.   | Texas Christian | .250       | 16         | 4          | 12         | .469    | 32      | 15      | 17      |
| 6.   | Oklahoma        | .250       | 16         | 4          | 12         | .241    | 29      | 7       | 22      |
| 9.   | Kansas State    | .188       | 16         | 3          | 13         | .345    | 29      | 10      | 19      |

      In NCAA Division I come vincitrice di Conference
      In NCAA Division I attraverso la classifica totale
      Al National Invitational Volleyball Championship

## Premi individuali
| Premio                   | Giocatrice        | Squadra         |
| ------------------------ | ----------------- | --------------- |
| Player of the Year       | Chiaka Ogbogu     | Texas           |
| Freshman of the Year     | Yossiana Pressley | Baylor          |
| Setter of the Year       | Ainise Havili     | Kansas          |
| Libero of the Year       | Hali Hillegas     | Iowa State      |
| Coach of the Year        | Ryan McGuyre      | Baylor          |
| All-Big 12 First Team    | Shelly Fanning    | Baylor          |
| All-Big 12 First Team    | Yossiana Pressley | Baylor          |
| All-Big 12 First Team    | Katelyn Staiger   | Baylor          |
| All-Big 12 First Team    | Hali Hillegas     | Iowa State      |
| All-Big 12 First Team    | Jessica Schaben   | Iowa State      |
| All-Big 12 First Team    | Samara West       | Iowa State      |
| All-Big 12 First Team    | Ainise Havili     | Kansas          |
| All-Big 12 First Team    | Kelsie Payne      | Kansas          |
| All-Big 12 First Team    | Madison Rigdon    | Kansas          |
| All-Big 12 First Team    | Alyssa Enneking   | Oklahoma        |
| All-Big 12 First Team    | Chiaka Ogbogu     | Texas           |
| All-Big 12 First Team    | Ebony Nwanebu     | Texas           |
| All-Big 12 First Team    | Alexis Sun        | Texas           |
| All-Big 12 First Team    | Micaya White      | Texas           |
| All-Big 12 First Team    | Payton Caffrey    | West Virginia   |
| All-Big 12 Second Team   | Hannah Lockin     | Baylor          |
| All-Big 12 Second Team   | Aniah Philo       | Baylor          |
| All-Big 12 Second Team   | Jada Burse        | Kansas          |
| All-Big 12 Second Team   | Zoe Hill          | Kansas          |
| All-Big 12 Second Team   | Bryna Vogel       | Kansas State    |
| All-Big 12 Second Team   | Anna Walsh        | Texas Christian |
| All-Big 12 Second Team   | Catherine McCoy   | Texas           |
| All-Big 12 Second Team   | Ashley Shook      | Texas           |
| All-Big 12 Second Team   | Missy Owens       | Texas Tech      |
| All-Big 12 Second Team   | Mia Swanegan      | West Virginia   |
| All-Big 12 Freshman Team | Hannah Lockin     | Baylor          |
| All-Big 12 Freshman Team | Yossiana Pressley | Baylor          |
| All-Big 12 Freshman Team | Avery Rhodes      | Iowa State      |
| All-Big 12 Freshman Team | Peyton Williams   | Kansas State    |
| All-Big 12 Freshman Team | Ashley Shook      | Texas           |
| All-Big 12 Freshman Team | Alexis Sun        | Texas           |

## Classifica finale
| Pos | Squadra         | Qualificazione       |
| --- | --------------- | -------------------- |
| 1   | Texas           | NCAA Division I 2017 |
| 2   | Baylor          | NCAA Division I 2017 |
| 3   | Iowa State      | NCAA Division I 2017 |
| 3   | Kansas          | NCAA Division I 2017 |
| 5   | West Virginia   | NIVC 2017            |
| 6   | Texas Tech      | NIVC 2017            |
| 6   | Texas Christian | NIVC 2017            |
| 6   | Oklahoma        |                      |
| 9   | Kansas State    |                      |